# 應山縣
應山縣是湖北省的一個縣，始置于隋朝年间，今為縣級廣水市（隨州市代管）。

## 沿革
- 隋朝開皇十八年（598年）改永陽縣為應山縣。大業二年（606年）廢應州，省平靖縣併入應山縣，大業初改京池縣為吉陽縣，屬安陸郡。開皇九年（589年）改東隨縣為禮山縣，屬義陽郡。
- 唐朝武德四年（621年）復置應州，轄應山一縣。八年廢應州，省禮山縣併入應山縣，與吉陽縣同屬安州。
- 宋朝開寶年間，省吉陽縣併入應山縣，屬安州。宣和元年（1119年）安州升為德安府，轄應山。宋南渡後無應山。(《輿地紀勝》謂嘉定年間應山改屬隨州)。
- 元朝屬隨州，並屬德安府。
- 明朝洪武十年（1377年）五月，應山縣併入隨縣，十三年五月復置，屬隨州，還屬德安府，隸湖廣武昌道，嘉靖十九年改隸荊西道。
- 清朝初年，沿襲明制屬隨州。雍正七年（1729年）直屬德安府。同治年間隸漢黃德道。
- 中華民國1914年屬江漢道，1927年廢道，直屬湖北省。1932年屬湖北省第五行政督察區；1936年改屬第三行政督察區。1938年日軍侵佔縣城後，應山縣政府駐漿溪店。
- 中華人民共和國建國後建置隸屬未變。1959年12月撤銷孝感專區，改屬武漢市。1961年6月地市分治，還屬孝感專區。1988年10月11日，中國民政部行文撤銷應山縣，設立廣水市，仍屬孝感地區行政公署。